# Antonio de Salazar
Antonio de Salazar (ca. 1650-1715) fue maestro de capilla en la Catedral de Puebla (1679-1688) y la Catedral Metropolitana de la Ciudad de México (1688-1715).
Compuso el acompañamiento musical para ciclos de villancicos atribuidos a Sor Juana Inés de la Cruz.

## Datos biográficos
Fue maestro de capilla en la catedral de Puebla y en 1688 pasó a ocupar el mismo puesto en la metropolitana de México. Tal puesto lo mantuvo hasta su muerte en 1715. Entre sus alumnos destaca Manuel de Sumaya. De Antonio de Salazar se conservan muchas obras en varias catedrales en diversos formatos. Su estilo musical fue de la escuela española del siglo XVII, sin embargo durante sus últimos años de vida (por ejemplo en el villancico "Airecillos de Belén", en la catedral de México, de 1713 o "Vengan corriendo", en la Catedral de Guatemala) se puede ver la influencia de la música italiana, que en España tuvo una fuerte recepción.

## Catálogo de obras

### Catálogo de obras localizadas

#### Obras en castellano
| Obra                           | Tipo de obra                                      | Datación de la obra | Localización                     | Signatura | Editorial | Enlace externo a grabación | Grabación comercial |
| Airecillos de Belén            | Villancico                                        | 1713                | Catedral Metropolitana de México |           |           |                            |                     |
| Atención que si copia la pluma | Villancico a 5 en honor de la Virgen de Guadalupe | 1698                |                                  |           |           |                            |                     |
| Vengan corriendo               | Villancico                                        | s/f                 | Catedral de Guatemala            |           |           |                            |                     |